# Campeonato Carioca de Futebol de 1979 - Segunda Divisão
O Campeonato Carioca da Segunda Divisão de 1979, chamado à época Divisão de Acesso de 1979, foi uma edição da segunda divisão do campeonato estadual de futebol profissional do Rio de Janeiro. A competição foi organizada pela Federação de Futebol do Estado do Rio de Janeiro (FERJ).
Sagrou-se vencedor do torneio o Friburgo, sendo vice o Costeira. O campeonato foi disputado em caráter experimental, não havendo promoção de times para a Primeira Divisão do Campeonato Estadual do Rio de Janeiro.

## Equipes participantes
- Friburgo Football Clube, de Nova Friburgo
- Esporte Clube Costeira, de Niterói
- Novo Rio Futebol Clube, de São João de Meriti
- Clube Esportivo Rio Branco, de Campos
- Nacional Foot-ball Club, de Duque de Caxias
- Nalin Futebol Clube, de São Gonçalo
- Cruzeiro Futebol Clube, de Niterói
- Rubro Atlético Clube, de Araruama
- Rio das Ostras Futebol Clube, de Rio das Ostras
- Mesquita Futebol Clube, de Mesquita

### Premiação
| Campeonato Carioca de Futebol de 1979 - Segunda Divisão |
| Rio de Janeiro                                          |
| ------------------------------------------------------- |
| Friburgo Bicampeão (2º título)                          |